# Схід Сонця

Схід Сонця та світанок

Анімація сходу Сонця

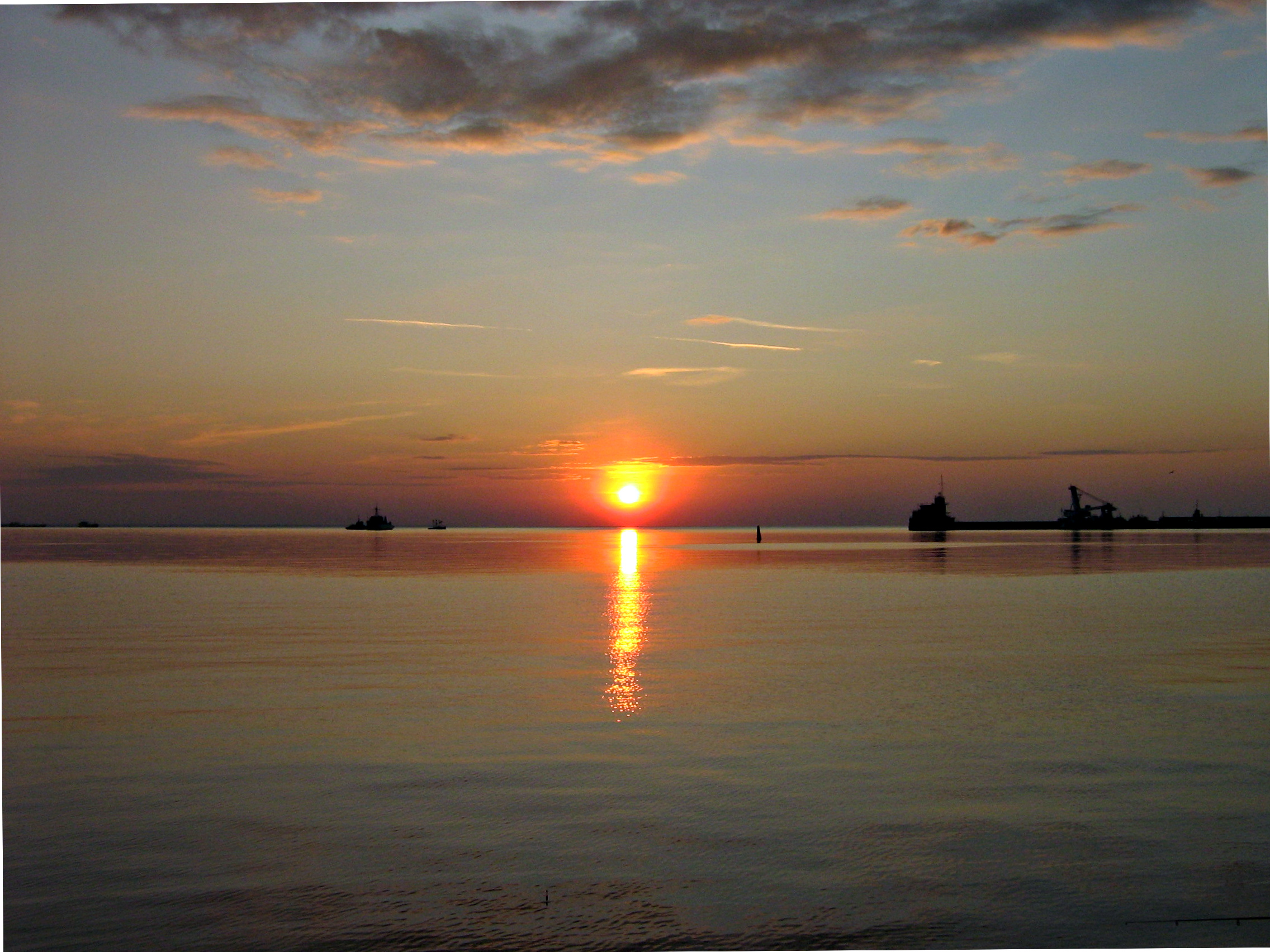
Схід Сонця у Феодосії

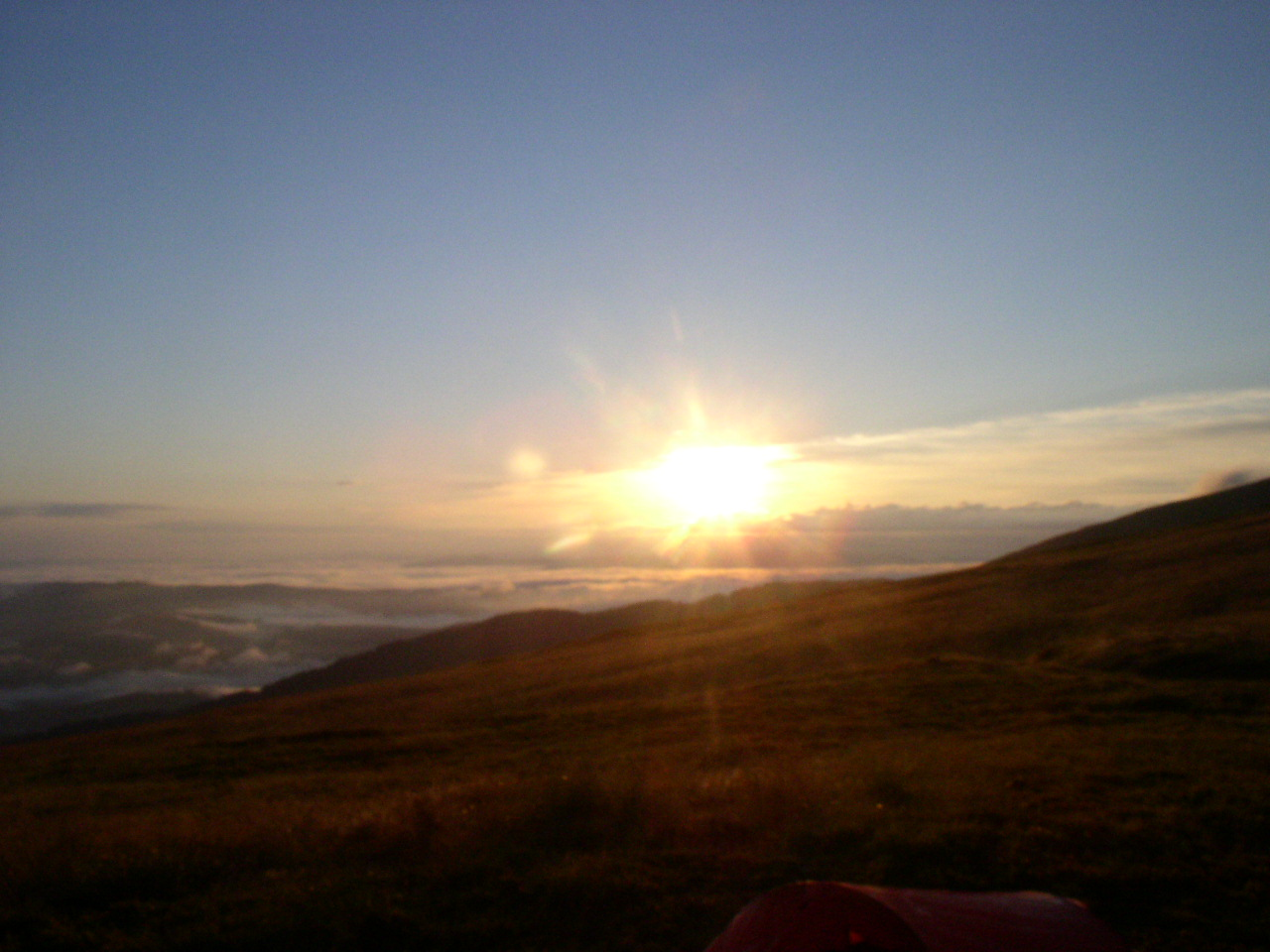
Схід сонця над Карпатами, Хребет Полонина Боржава

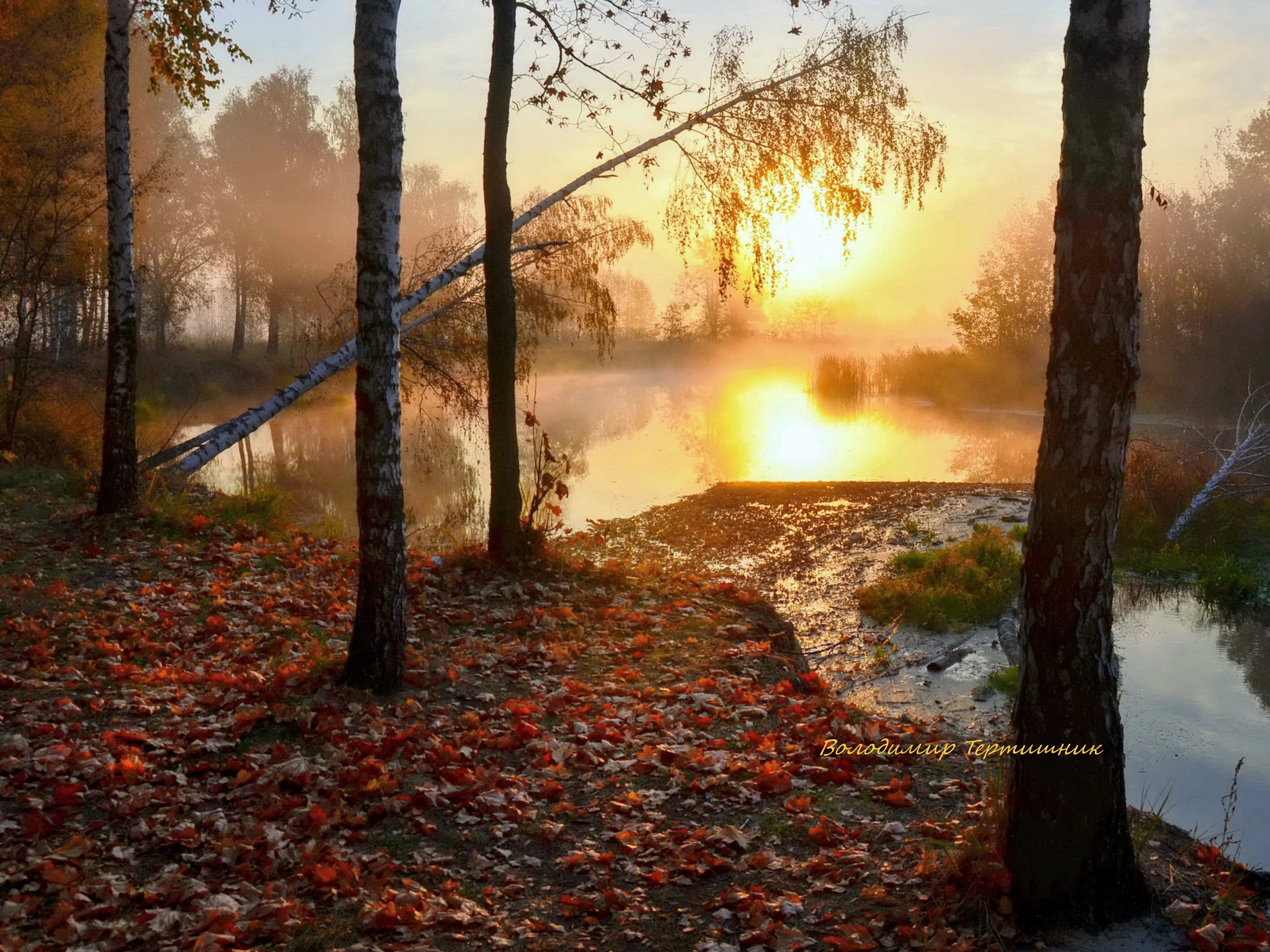
Схід Сонця в осінню пору на р. Псел

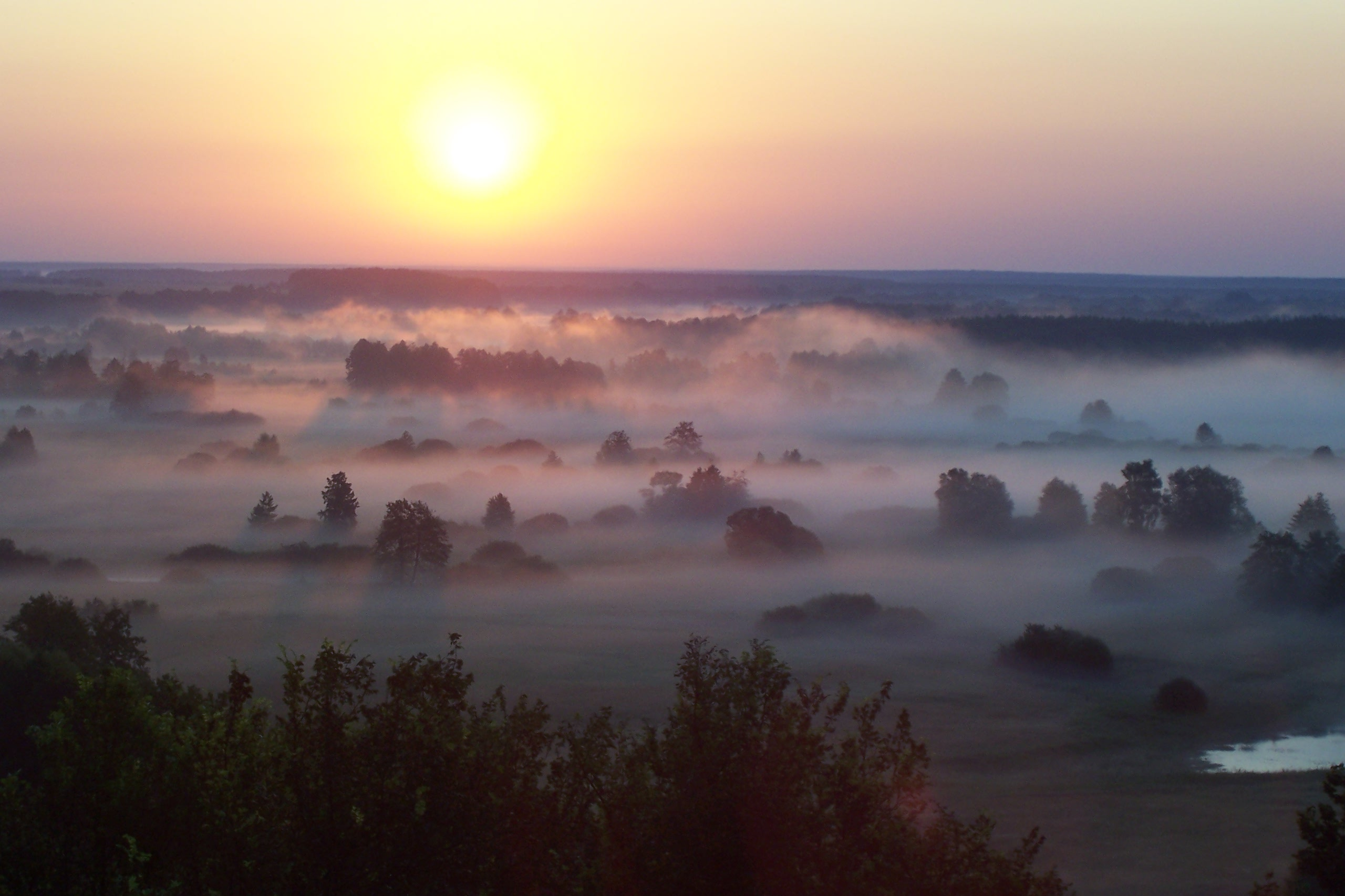
Схід Сонця біля Седнева

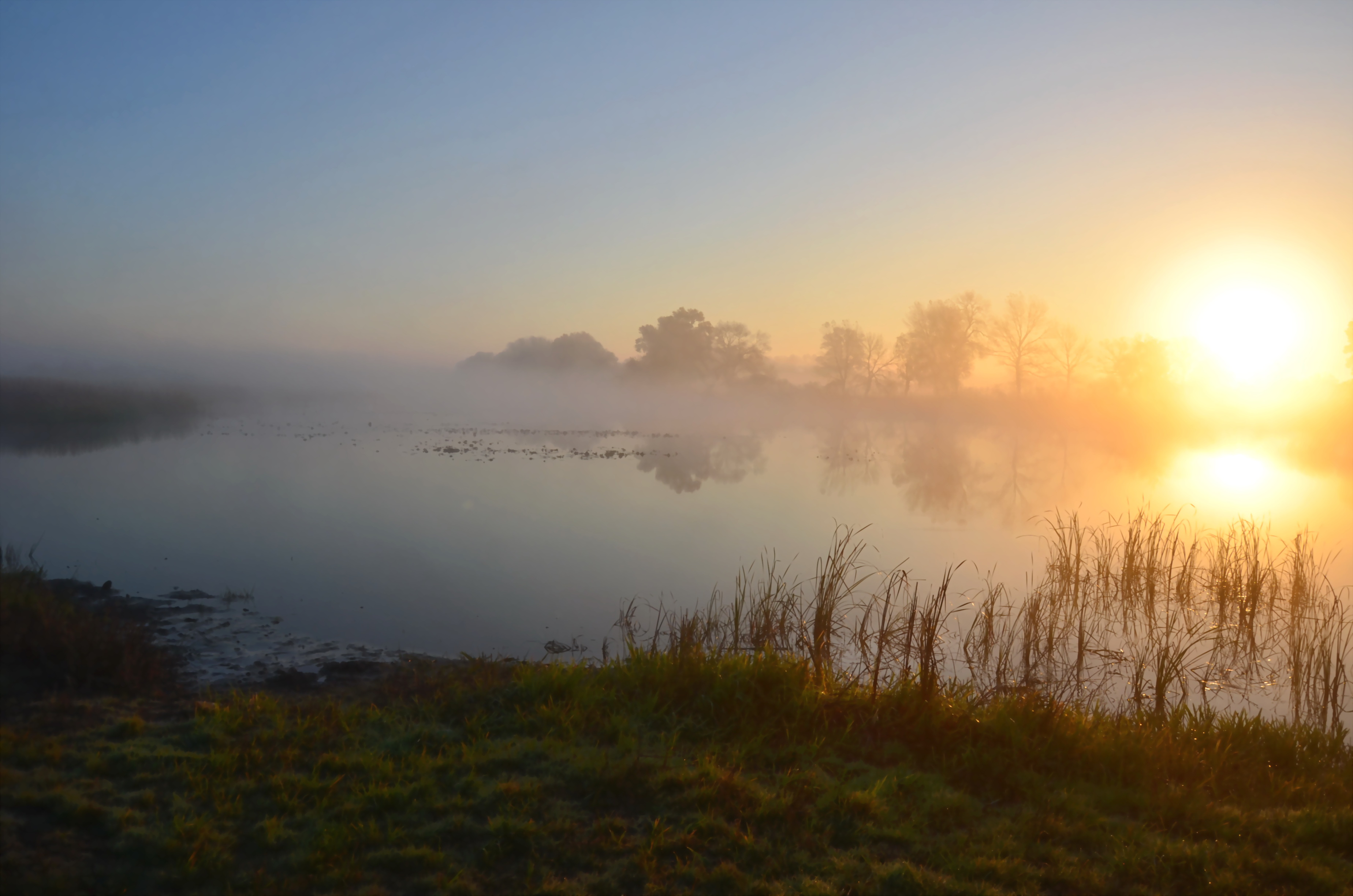
Схід сонця на Орілі

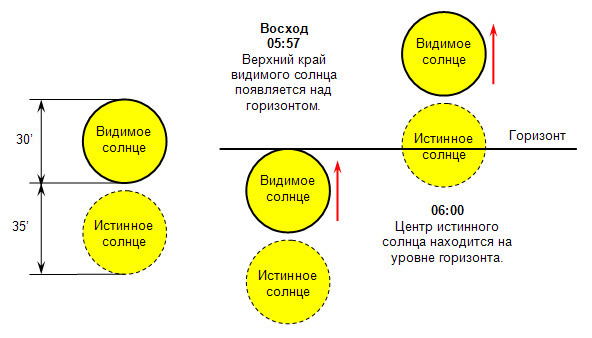
Вплив рефракції на видиме положення Сонця

Схід Сонця  — це астрономічне явище, яке спостерігається через появу Сонця над горизонтом планети. Протилежне явище, а саме зникнення світила з горизонту називається заходом. 
Схід Сонця відбувається на світанку. Тривалість сходу залежить від кута, під яким Сонце виходить з-за горизонту, який залежить від місцерозташування та періоду року. На початок та тривалість сходу істотно впливає атмосферна рефракція. Початок сходу Сонця є момент появи на лінії горизонту верхньої точки сонячного диска. 
Для приблизного визначення часу сходу Сонця використовується аналема.
Кольори неба під час сходу залежать від  релеївського розсіювання та розсіювання Мі. 

## Опис
Схід Сонця або схід небесного світила — це явище, що супроводжується появою Сонця або іншого небесного світила над горизонтом певної території або місця.
З давнини схід та захід світила розрізняли на геліактичний, космічний та акронічний:
- схід або захід зірки, що відбувається під час ранкових (або вечірніх) сутінок, називався геліактичним[2];
- схід (або захід) зірки, що збігається зі сходом (або заходом) Сонця, називався космічним;
- схід (або захід) зірки, що збігається з заходом (або сходом) Сонця, називався акронічним.[3]

Стадія сходу сонця, відома як хибний схід Сонця , насправді відбувається до того, як Сонце дійсно знаходиться на лінії горизонту. Це відбувається через те, що атмосфера Землі має явища рефракції, що в моменти видимого "сходу світила" на справді змінюють дійсний час дії. На горизонті середня величина заломлення становить 34 кутові хвилини, хоча ця величина змінюється залежно від атмосферних умов.
Час сходу Сонця та його положення на горизонті змінюються щодня через постійний рух Землі навколо Сонця. Наприклад, точки сходу Сонця навесні та влітку, коли схилення Сонця північне (тобто зенітне положення Сонця більше на північній півкулі), точка сходу віддаляється на північ від точок сходу, тоді як восени і взимку, коли схилення Сонця південне, віддалення відбувається на південь.
Схід Сонця відбувається тоді, коли верхня частина Сонця  перетинає лінію горизонту. Видимий радіус Сонця на горизонті становить 16 кутових хвилин. Тривалість сходу залежить від кута, під яким Сонце виходить з-за горизонту.  При куті руху Сонця до горизонту 90° тривалість сходу становитиме близько 2 хв. 6 сек — 2 хв. 10 сек залежно від пори року (з врахуванням рефракції сонячних променів — дещо більше). В крайніх північних та крайніх південних широтах, коли Сонце торкається горизонту під гострим кутом, тривалість сходу може сягати годин.

### Вплив рефракції
Координатами світила в астрономії прийнято вважати координати його геометричного центру. Виходячи з цього, за момент сходу або заходу Сонця було б логічно вважати моменти, коли геометричний центр Сонця знаходиться точно на лінії горизонту. Проте в астрономії прийнято, що моментом сходу (заходу) є момент появи (зникнення) на лінії горизонту верхньої точки сонячного диска. 
На тривалість сходу та сонячного дня істотно впливає ще один фактор — атмосферна рефракція. Вона викривляє шлях сонячних променів в атмосфері, завдяки чому на сході й заході сонце спостерігається на 35 кутових хвилин вище, ніж було б при відсутності атмосфери. Оскільки кутовий розмір Сонця становить 31 кутових хвилин (0,5°), а середня кутова швидкість Сонця становить 0,25° в хвилину, то це подовжує сонячний день на 2 хвилини[джерело?]. В екваторіальних районах, де сонце сходить приблизно перпендикулярно до горизонту, це подовжує день на 4 хвилини 40 секунд. У приполярних широтах, де Сонце сходить за пологою лінією практично паралельно горизонту, подовження може скласти кілька діб.[джерело?].

## Визначення сходу небесних світил
Для місця земної поверхні, північна або південна широта якого дорівнює φ, схід можна бачити тільки тих світил, північне або південне схилення яких менше ніж 90°-φ. Так, наприклад, для Києва, широта якого близько 50°, сходять та заходять лише ті світила, схилення яких менш ніж 40°, тобто:
- світила, північне схилення яких більше ніж 40°, завжди знаходяться над видноколом Києва,
- світила, південне схилення яких більше ніж 40°, залишаються завжди під його горизонтом.[3][11]

Рівняння сходу Сонця використовується для визначення часу сходу  для будь-якого сонячного схилення та широти з погляду місцевого сонячного часу (дійсний схід Сонця). 
Формула:
{\displaystyle \cos \omega _{\circ }=-\tan \phi \times \tan \delta }
де:
{\displaystyle \omega _{\circ }} — сонячний годинний кут під час сходу ( береться від’ємне значення);
{\displaystyle \phi }  — широта, на якій знаходиться спостерігач на Землі;
{\displaystyle \delta } — це схилення сонця.
Врахування атмосферної рефракції та вимірювання початку сходу від верхівки сонячного диска дещо збільшує середню тривалість дня відносно ночі, однак рівняння сходу сонця, яке використовується для визначення часу сходу та заходу сонця, використовує для розрахунку фізичний центр Сонця, нехтуючи атмосферною рефракцією та ненульовим кутом, що утворюється сонячним диском.

### Час доби
Час сходу Сонця змінюється протягом року та також залежить від широти та довготи спостерігача, висоти точки над рівнем моря та часового поясу. Ці зміни зумовлені нахилом осі Землі, добовим обертанням Землі, рухом планети по її річній еліптичній орбіті навколо Сонця.
З дня зимового сонцестояння схід Сонця в північній півкулі відбувається щодня раніше, досягаючи свого самого раннього часу у день літнього сонцестояння. Після цього моменту час сходу сонця щодня стає пізнішим, досягаючи свого пізнього часу невдовзі після зимового сонцестояння. Період між найранішим та найпізнішим часом сходу Сонця різниться через ексцентриситетом орбіти Землі та нахилом її осі та описується аналемою.  Аналема показує положення Сонця на небі відносно фіксованого місця на Землі в відповідний сонячний час протягом року, її  можна використовувати для приблизного прогнозування часу сходу Сонця.
Варіації атмосферної рефракції можуть змінювати час сходу сонця, змінюючи його видиме положення. Біля полюсів коливання часу доби є надзвичайними, оскільки Сонце перетинає горизонт під дуже малим кутом і тому сходить повільніше. 

## Цікаві факти

### Кольоровий схід Сонця
Молекули повітря та частинки в повітрі розсіюють біле сонячне світло, коли воно проходить через атмосферу Землі через явища релеївського розсіювання та розсіювання Мі.
Коли промінь білого сонячного світла проходить через атмосферу деякі кольори розсіюються та змінюють кінцевий колір променя. Оскільки компоненти з меншою довжиною хвилі, такі як синій та зелений, розсіюються сильніше, ці кольори переважно видаляються з променя, залишаючи в спектрі довгохвильові помаранчеві та червоні відтінки.  Видалення коротших довжин хвиль світла відбувається завдяки релеївському розсіюванню на молекулах повітря та частинках, набагато менших за довжину хвилі видимого світла (менше ніж 50 нм у діаметрі).  Розсіювання на краплях хмар та інших частинках з діаметром  більшим за довжину хвилі сонячного світла (більше ніж 600 нм), відбувається завдяки розсіюванню Мі.
Кольори заходу сонця зазвичай яскравіші, ніж кольори сходу сонця, оскільки вечірнє повітря містить більше частинок, ніж ранкове.

### Оптичні ілюзії та інші явища
- Атмосферна рефракція дозволяє побачити Сонце, коли воно ще знаходиться під горизонтом.
- Світло від нижнього краю сонячного диска заломлюється сильніше, ніж світло від верхнього краю. Це зменшує видиму висоту Сонця, коли воно з'являється трохи вище горизонту. Ширина не змінюється, тому Сонце здається ширше.
- Сонце на світанку здається більшим, ніж коли воно знаходиться вище на небі.
- Хибний схід Сонця створює дуже особливий вид паргелію, що належить до сімейства оптичних явищ – гало.
- Іноді безпосередньо перед сходом сонця або після заходу сонця можна побачити рідкісне оптичне явище зелений спалах. Це оптичне явище видно над Сонцем зазвичай не більше ніж  одну-дві секунди[19].